# Sítio Roberto Burle Marx
Sítio Roberto Burle Marx (portugalski za: „Mjesto Roberta Burlea Marxa”) je park i botanički vrt kojega je u zapadnoj četvrti Rio de Janeira, Barra de Guaratiba, desetljećima gradio i uzgajao brazilski krajobrazni arhitekt i umjetnik Roberto Burle Marx. Mjesto Roberta Burlea Marxa sadrži opsežne uređene vrtove i zgrade usred mangrova i prašume u brežuljkastom kraju. Imanje je bio „laboratorij krajolika” gdje je Roberto Burle Marx tijekom više od četrdeset godina eksperimentirao s modernim umjetničkim idejama i pokušao stvoriti vrtove kao „živa umjetnička djela” koristeći domaće tropske biljke.
Ovaj kulturni krajolik je 2021. godine uvršten na UNESCO-ov popis mjesta svjetske baštine u Amerikama kao „izvanredan primjer krajolika koji pokazuje razvoj nove vrste krajobraznog dizajna. Ona je spojila kreativne ideje pokreta moderne umjetnosti s lokalnim tipologijama i tropskim biljkama kako bi stvorila stil koji će s vremenom postati poznat kao moderni tropski vrt.”

## Povijest
Godine 1949. Roberto i njegov brat Guilherme Siegfried kupili su Sítio de Santo Antonio da Bica, imanje od 365.000 m² u četvrti Barra de Guaratiba na periferiji Rio de Janeira. Burle Marx je počeo s ekspedicijama u brazilsku prašumu s botaničarima, krajobraznim arhitektima, arhitektima i drugim istraživačima kako bi prikupio uzorke biljaka. Naučio je proučavanje biljaka in situ od botaničara Henriquea Lahmeyera de Mella Barreta i osnovao svoj vrt, rasadnik i kolekciju tropskih biljaka u Guaratibi. Naposljetku je Burle Marx sakupio značajnu kolekciju biljaka u svom domu, uključujući više od 500 filodendrona, uključujući neke koje je otkrio on ili nose njegovo ime, kao što je Philodendron burle-marxii. Burle Marx je bio jedan od prvih ljudi koji su pozvali na očuvanje brazilskih prašuma i više od 50 biljaka nosi njegovo ime. 
Uporedo s povećanjem površine posjeda, izgrađena je i potrebna infrastruktura: zgrade, rasadnici i vrtne površine. Prilikom uređenja, Burle Marx je izravno sadio pojedine biljne vrste, raspoređujući njihove volumene, boje i teksture prema modernim estetskim principima i arhitektonskim idejama. Vrtovi su se tako razvili organski, bez prethodno razrađenog dizajna.
Ova nekretnina je 1985. godine donirana brazilskoj vladi i postala je nacionalni spomenik. Burle Marx je nastavio živjeti na imanju i postao njegov prvi ravnatelj, gdje je i preminuo 1994. god. Poslije njegove smrti posjed je otvoren za javnost. Sada je pod upravom Instituta nacionalne povijesne i umjetničke baštine (Instituto do Patrimônio Histórico e Artístico Nacional, IPHAN) i u njemu se nalazi preko 3500 vrsta biljaka. Kuća u dolini je obnovljena na mjestu vrtne kuće koja je pripadala izvornom plantažnom posjedu; danas Upravna zgrada. Upravljanje imanjem je usmjereno na podržavanje ideje eksperimentiranja Burlea Marxa i slijeđenje njegovih načela. 
Godine 2021. Sítio Roberto Burle Marx upisan je na UNESCO-ov popis svjetske baštine zbog svog jedinstvenog modernističkog dizajna i važnosti za očuvanje okoliša i kulture.

## Odlike
Lokalitet Roberto Burle Marx je posjed od 100 jutara, od čega otprilike 40 posto čine prostrani uređeni vrtovi koji se prostiru duž obronaka i iznad džungle. Lokalitet obuhvaća osam modernih i tradicionalnih objekata (upravna zgrada, kamena kuća, glavna zgrada, lođa, kapelica, kamena kuhinja, praonica i garsonijera) i sedam ribnjaka, koji su svi integrirani u uređene i povezane vrtove.
Sítio Roberto Burle Marx odražava ključne značajke Burlea Marxa koje odlikuju njegove krajobrazne vrtove, kao što su zakrivljeni oblici, bujni masovni zasadi, arhitektonski aranžmani biljaka, dramatični kontrasti boja, upotreba tropskih biljaka i ugradnja elemenata tradicionalne portugalsko-brazilske narodne kulture. Sve ovo odražavaju razvoj modernih utjecali su na tropske vrtove. Ove su odlike postale prepoznatljiv stil krajobraznih vrtova Burlea Marxa i utjecale su na razvoj modernih vrtova na međunarodnoj razini.
Do kraja 1960-ih, aprk je sadržavao najreprezentativniju zbirku brazilskih biljaka, uz druge rijetke tropske vrste. Na lokalitetu raste 3.500 kultiviranih vrsta tropske i suptropske flore u skladu s autohtonom vegetacijom regije, posebice biomom Atlantske šume i pripadajućim ekosustavima, močvarama mangrova i restingom (obalna tropska pješčana ravnica). Sítio Roberto Burle Marx predstavlja ekološku koncepciju forme kao procesa, uključujući društvenu suradnju koja je temelj za očuvanje okoliša i kulture. To je ujedno i prvi moderni tropski vrt koji je upisan na popis svjetske baštine.
- Kamena kuća iz 1958.
- Ulaz u park iz kuće
- Kaskada na ribnjaku pored kamene kuhinje
- Perivoj u parku
- Scott Zona

## Vanjske poveznice
|  | Zajednički poslužitelj ima još gradiva o temi Sítio Roberto Burle Marx |